# Nenkersdorf (Frohburg)
Nenkersdorf ist ein Ortsteil der Stadt Frohburg im Landkreis Leipzig (Freistaat Sachsen). Gemeinsam mit dem am 1. Oktober 1948 eingemeindeten Nachbarort Schönau bildet Nenkersdorf seit dem 1. Januar 1999 eine Ortschaft der Stadt Frohburg mit eigenem Ortschaftsrat.

## Geografie

### Geografische Lage

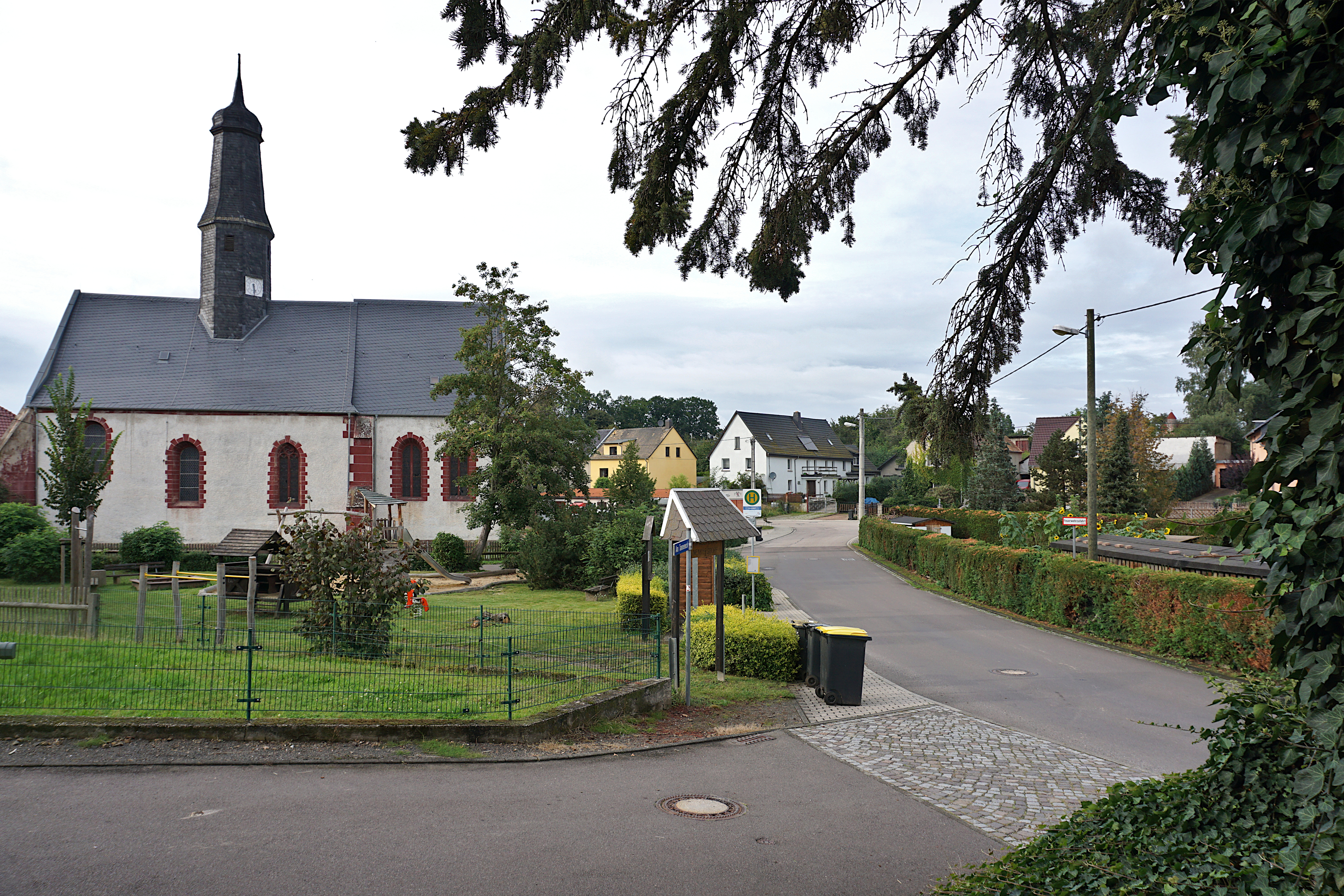
Straßenpartie in Nenkersdorf

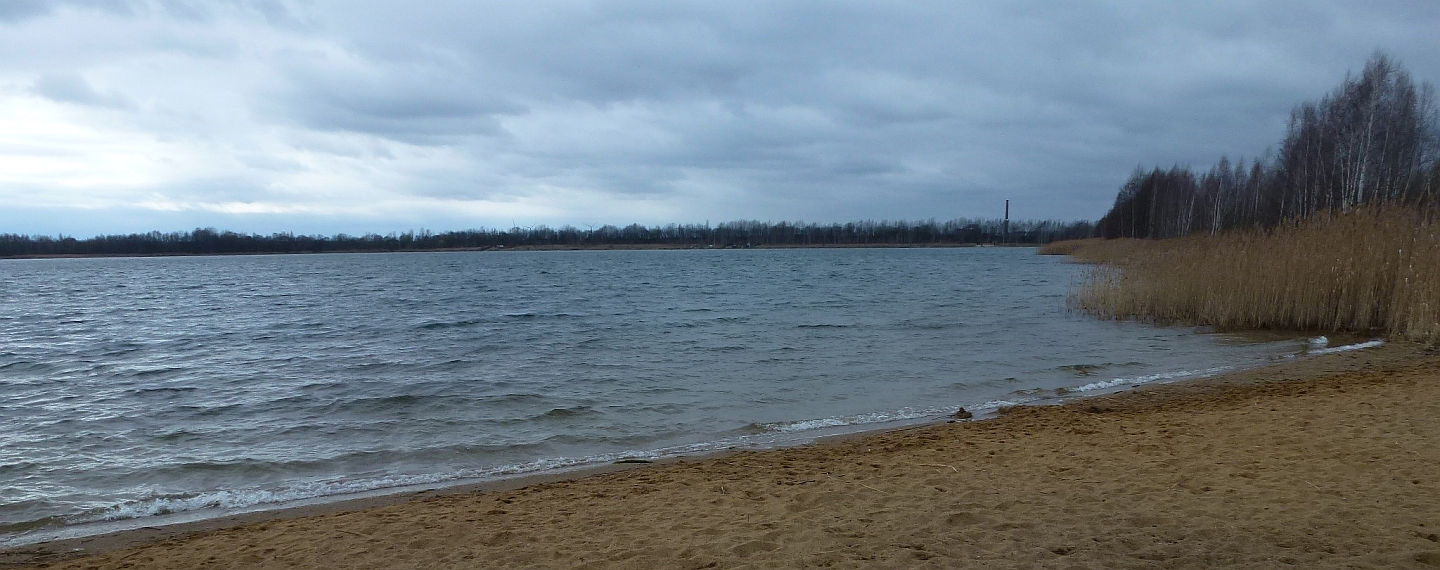
Harthsee bei Nenkersdorf

Nenkersdorf liegt in der Leipziger Tieflandsbucht nördlich von Frohburg am Ostrand des ehemaligen Tagebaus Borna-Ost. Dessen geflutetes Restloch westlich von Nenkersdorf bildet heute den Harthsee. Der zur Ortschaft Nenkersdorf gehörige Ortsteil Schönau liegt im Norden von Nenkersdorf.

### Nachbarorte
|           | Schönau                                     |             |
| Bubendorf | Kompassrose, die auf Nachbargemeinden zeigt | Prießnitz   |
| Frohburg  |                                             | Greifenhain |

## Geschichte

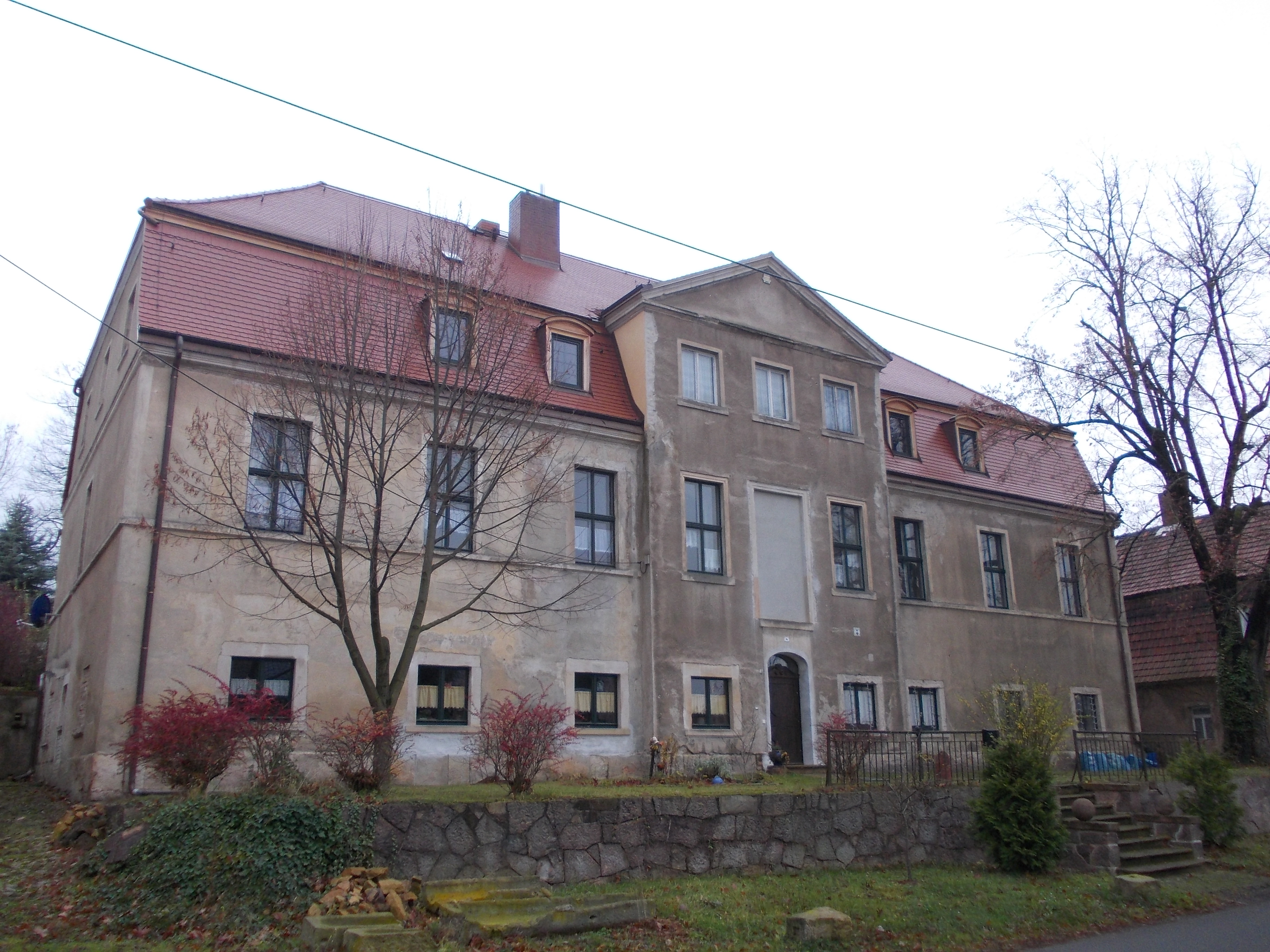
Herrenhaus Nenkersdorf

Das Straßenangerdorf Nenkersdorf in der Bachaue des Harthbachs wurde vermutlich im 11. Jahrhundert oder früher von fränkischen Siedlern gegründet. Dieser Zeitraum ist daher anzunehmen, da für die Kirche des Orts das Einweihungsdatum 2. Mai 1085 belegt ist. Die Größe der Kirche hat ihre Ursache vermutlich darin, dass mit den Siedlern auch Mönche kamen, die um 1100 ein Mönchskloster in Nenkersdorf errichteten. Nenkersdorf, dessen Ortsname die Bedeutung „Kühne Lanzenträger“ hat, wurde im Jahr 1304 erstmals als Nenkersdorp erwähnt. Durch die Ausstellung eines päpstlichen Ablassbriefs aus dem Jahr 1342 kam der Ort in der folgenden Zeit zu Wohlstand, da den Pilgern in Nenkersdorf versprochen wurde, dass ihnen beim Besuch des Orts die Sünden vergeben und die frommen Wünsche erfüllt werden. Das Kloster in Nenkersdorf, welches bis 1478 existierte, unterstand dem Kloster Chemnitz. Dieses übte auch bis in die Zeit der Reformation und Säkularisation um 1534 die Grundherrschaft über Nenkersdorf aus. Im Jahr 1548 wird ein Hans Schrenk als Grundherr über den Ort genannt, ab 1696 das Rittergut Nenkersdorf. Das Herrenhaus des Ritterguts wurde bereits 1533 erwähnt und 1749 neu im Stil des Barock errichtet. Später befand sich in diesem eine Schule, die noch bis in die 1980er Jahre bestand, zuletzt als Teil der POS „Kurt Kresse“ Prießnitz für die Kinder der Klassen 1 bis 3 aus Nenkersdorf, Schönau und Benndorf. Die Entdeckung großer Tonlager um 1500 hatte zur Folge, dass sich in Nenkersdorf die Töpferei entwickelte. Als weiteres Gewerbe des Orts ist die Besenbinderei zu nennen.
Nenkersdorf lag bis 1856 im kursächsischen bzw. königlich-sächsischen Amt Borna. Ab 1856 gehörte Nenkersdorf zum Gerichtsamt Frohburg. 1875 wurde der Ort der Amtshauptmannschaft Borna angegliedert. Der Nachbarort Schönau wurde am 1. Oktober 1948 nach Nenkersdorf eingemeindet.
Durch die zweite Kreisreform in der DDR im Jahr 1952 wurde die Gemeinde Nenkersdorf mit ihrem Ortsteil Schönau dem Kreis Geithain im Bezirk Leipzig angegliedert. Der 1960 eröffnete Tagebau Borna-Ost veränderte die Landschaft westlich von Nenkersdorf erheblich.
Bereits der erste Abraumschnitt des Baufelds I durchtrennte im Jahr 1961 die Ortsverbindung zwischen Zedtlitz und Schönau. Weitere Auswirkungen auf den Ort hatten die Baufelder III und IV, die zwischen 1977 und 1983 den Bereich westlich von Nenkersdorf abbaggerten. Im ersten Abraumschnitt des Baufelds IV waren davon zwischen 1979 und 1981 die Auen von Schönauer Bach und Harthbach betroffen. Dadurch wurde auch die Ortsverbindung von Neukirchen nach Nenkersdorf durchtrennt. Der Tagebau Borna-Ost kam 1983 in einer Entfernung von 500 Metern zum östlichen Ortsrand von Neukirchen zum Stillstand. Nachdem die Verkippung abgeschlossen war, verblieb im südlichen Bereich des Baufelds IV das „Restloch Nenkersdorf“, welches nach der Renaturierung heute als Harthsee bezeichnet wird.
Seit 1990 gehörte die Gemeinde Nenkersdorf zum sächsischen Landkreis Geithain, der 1994 im Landkreis Leipziger Land und 2008 im Landkreis Leipzig aufging. Am 1. Januar 1999 wurde Nenkersdorf mit seinem Ortsteil Schönau in die Stadt Frohburg eingemeindet, wodurch die beiden Dörfer Ortsteile von Frohburg wurden. Beide Orte machten von der Möglichkeit Gebrauch, einen Ortschaftsrat zu bilden. Seitdem vertritt der Ortschaftsrat Nenkersdorf/Schönau die Interessen beider Orte.

## Verkehr
Südlich von Nenkersdorf verläuft die zur S 51 herabgestufte B 95, parallel zu dieser die A 72. Der nächste Bahnhof befindet sich in Frohburg an der Bahnstrecke Neukieritzsch–Chemnitz, auf der auch die S-Bahn Mitteldeutschland nach Geithain verkehrt.

## Sehenswürdigkeiten

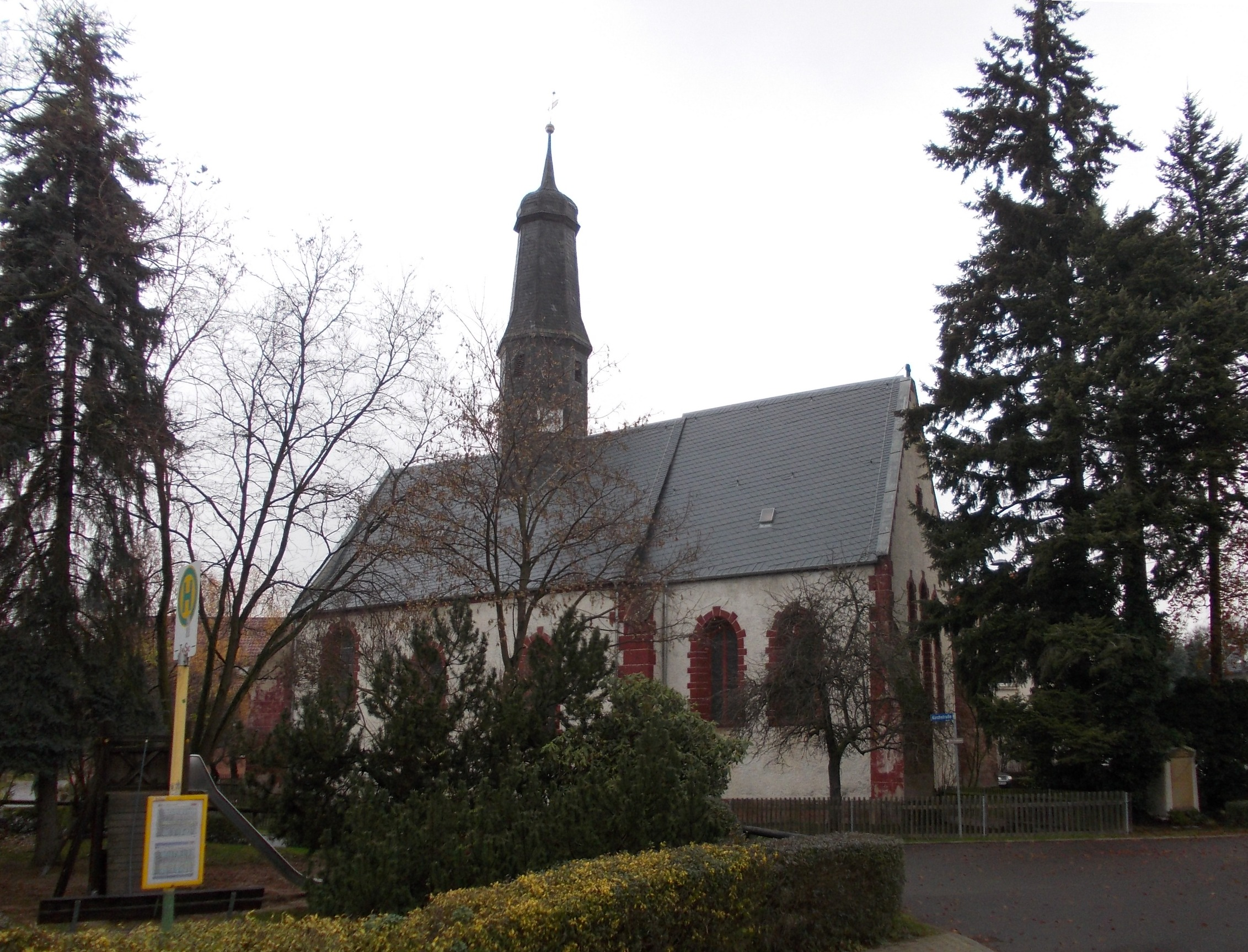
Kirche in Nenkersdorf

Sehenswert ist die Dorfkirche von Nenkersdorf.
Der Harthsee hat das Potential, Badegäste aus dem Osten und Süden von Frohburg anzuziehen, da es dort an größeren Badegewässern mangelt.

## Persönlichkeiten

### Ehrenbürger
- Alfred Hugenberg (1865–1951), Montan-, Rüstungs- und Medienunternehmer, Politiker (DNVP)[10]

### Söhne und Töchter des Ortes
- Norbert Warnatzsch (* 1947), Schwimmtrainer